# آرنش
آرنش (به آلمانی: Arensch) یک منطقهٔ مسکونی در آلمان است که در نیدرزاکسن واقع شده‌است.